# فرودگاه قزوین
فرودگاه قزوین در شهر قزوین، ایران واقع شده‌است.

## توسعه فرودگاه
شهرداری قزوین در راستای توسعه خطوط حمل و نقل این شهر، فرودگاه قزوین را خریداری کرده‌است. و در صدد است تا در راستای توسعه گردشگری این شهر، فرودگاه فوق را توسعه داده و به فرودگاه مسافربری تبدیل نماید و اولین پرواز از تهران به قزوین با موفقیت انجام شد. در حال حاضر پرواز هواپیماهای کوچک مسافربری در این فرودگاه امکان‌پذیر می‌باشد.

## نگارخانه

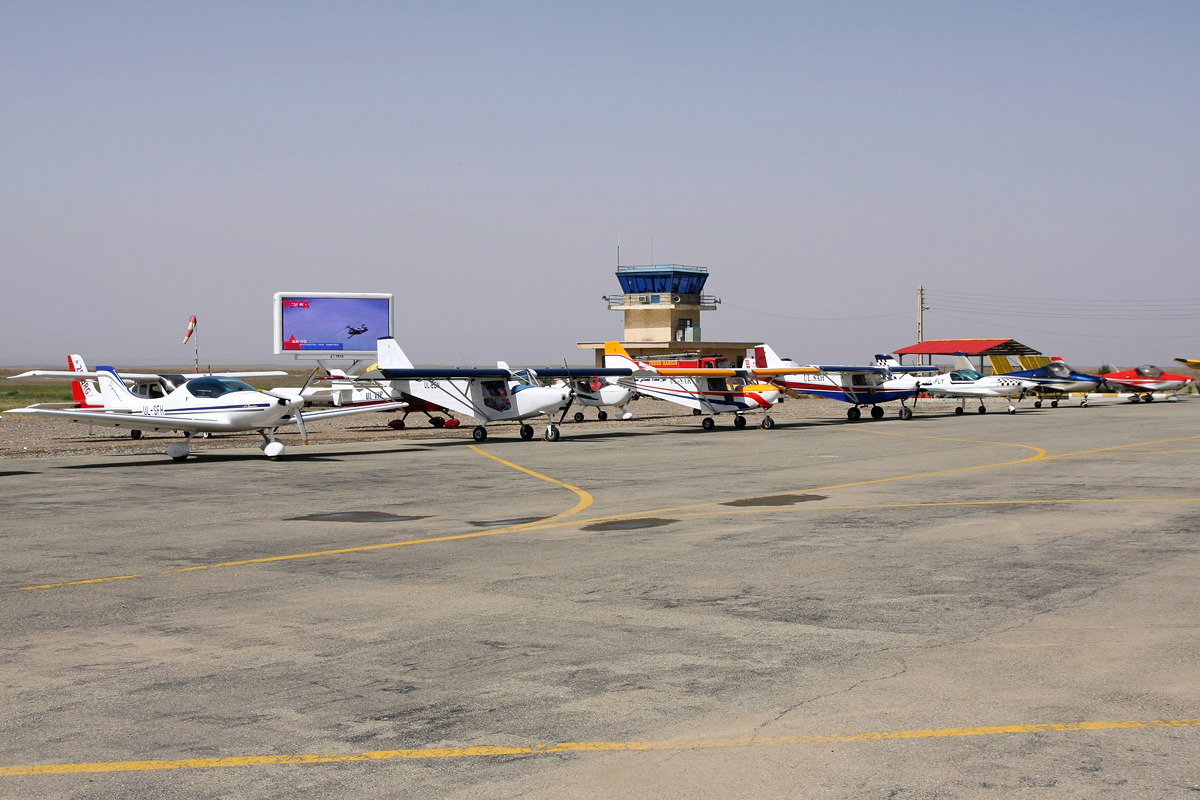
هواپیماهای سبک در فرودگاه قزوین
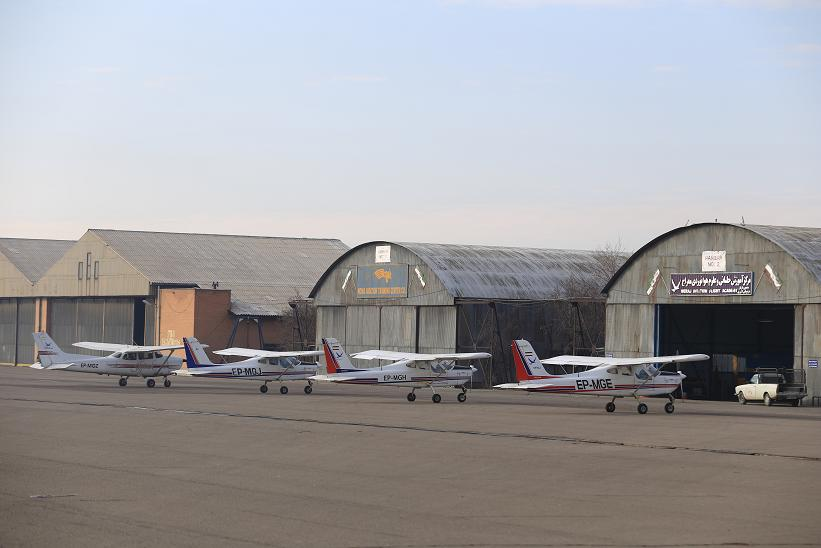
هواپیما‌های آموزشی
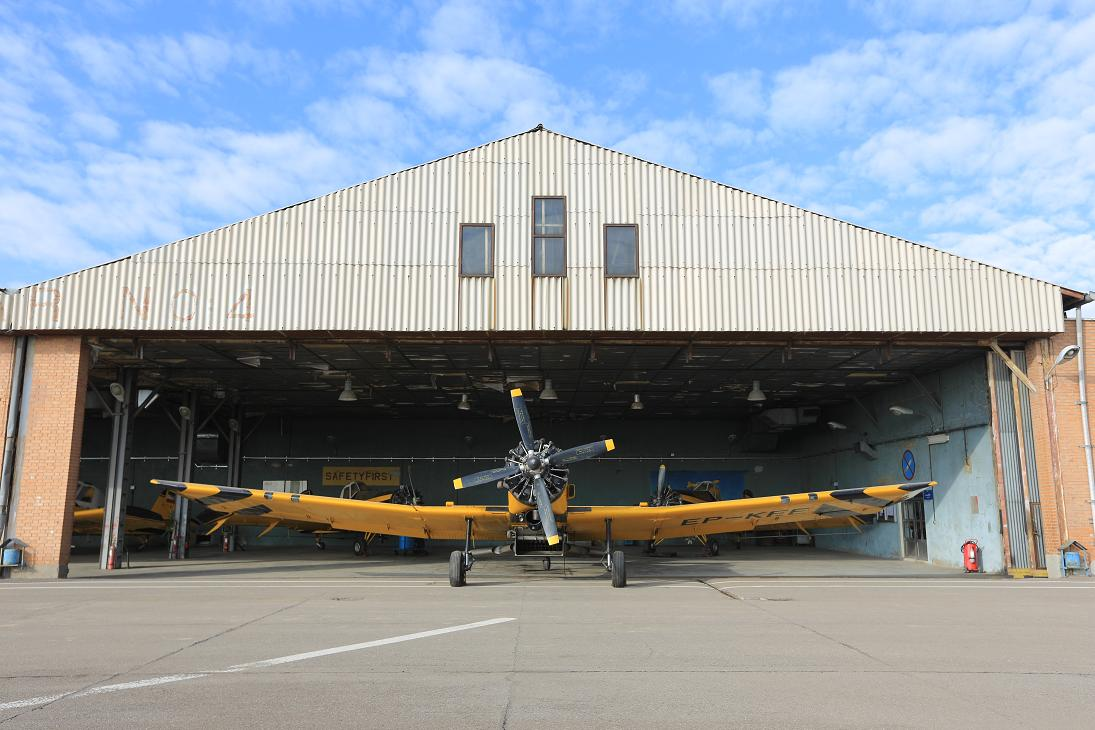
هواپیمای سمپاش
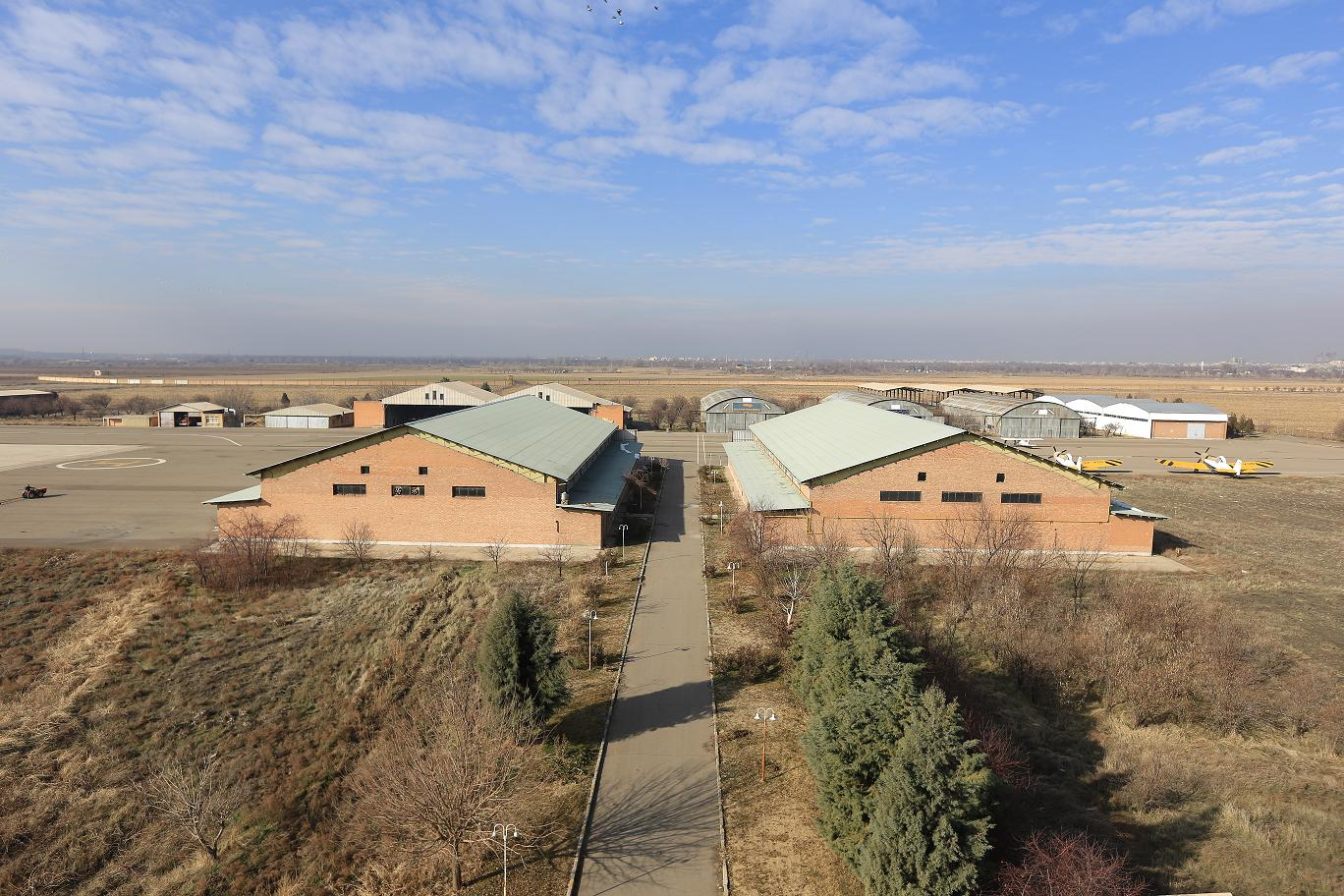
نمای بالا آشیانه ها
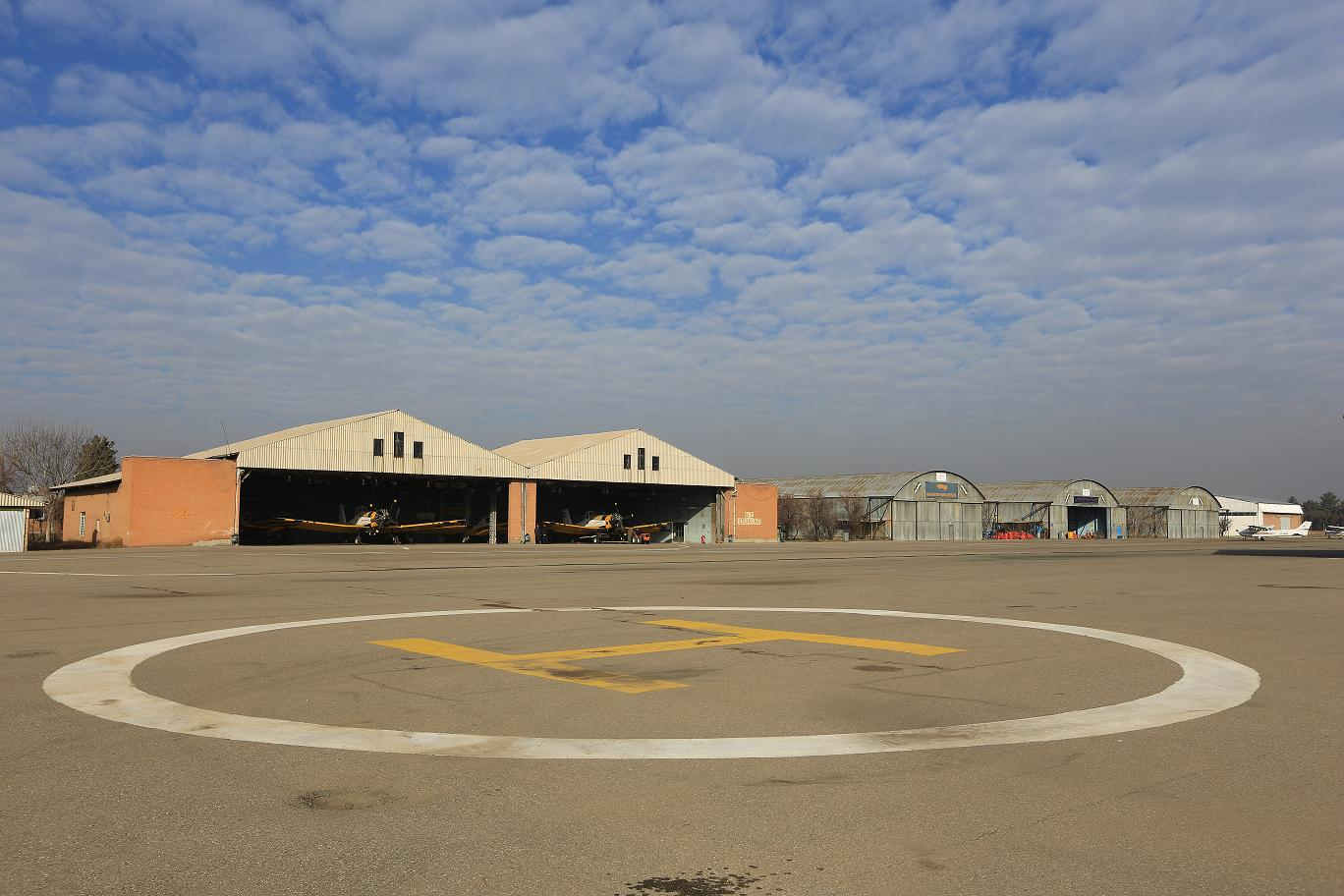
محل فرود هلیکوپتر
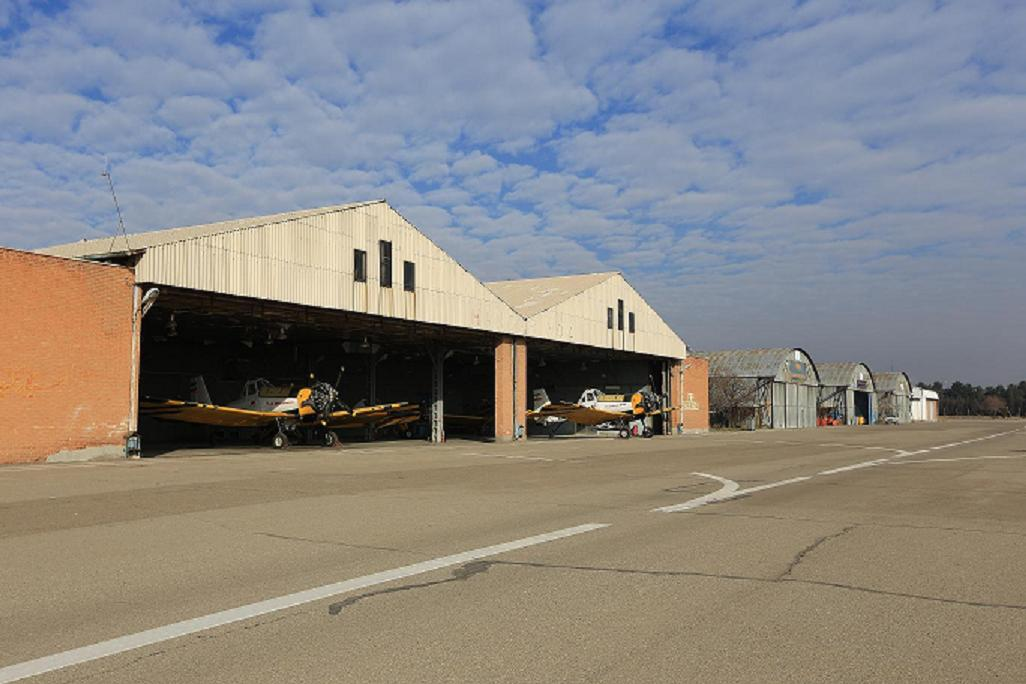
آشیانه فرودگاه
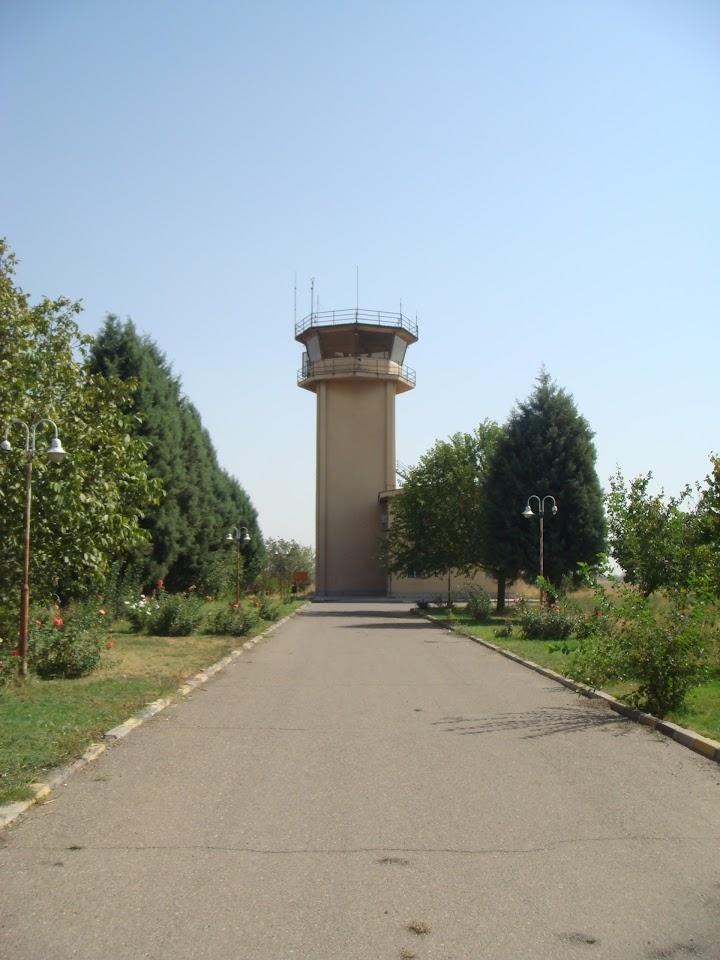
برج مراقبت پرواز
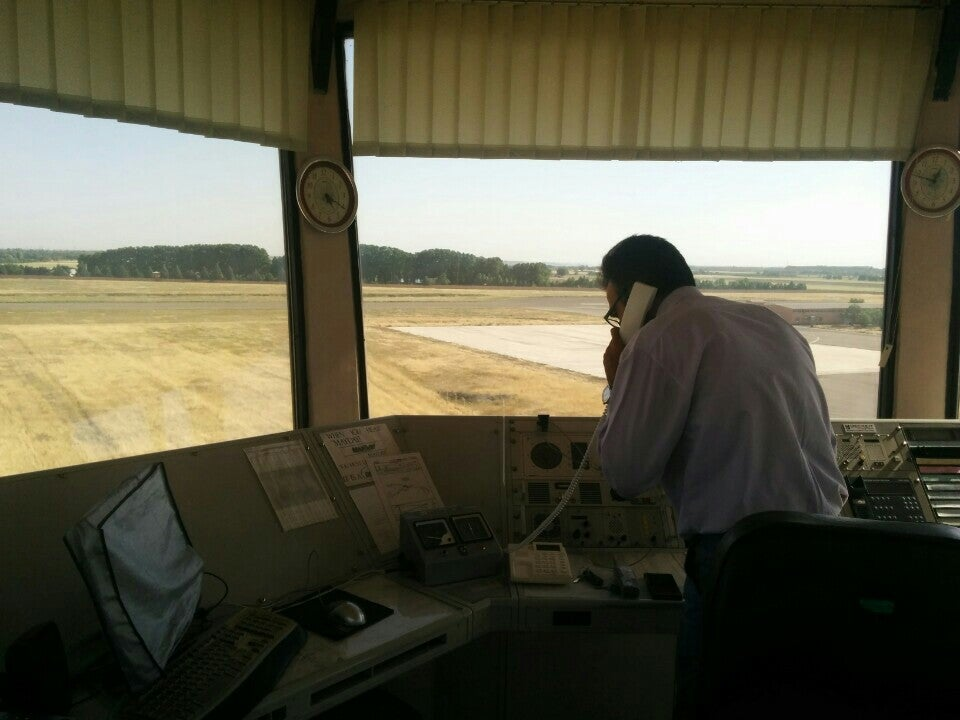
داخل برج مراقبت پرواز